# ADRA
ADRA steht für englisch Adventist Development and Relief Agency  und führt weltweit Projekte der Entwicklungszusammenarbeit sowie der humanitären Hilfe in Katastrophenfällen durch. ADRA ist eine nichtstaatliche Hilfsorganisation, die von der protestantischen Freikirche der Siebenten-Tags-Adventisten getragen wird.
Die Hilfsorganisation unterhält ein Netzwerk von voneinander unabhängigen Länderorganisationen und Regionalbüros, die in einem Dachverband, ADRA International, zusammengefasst sind.
Wiederaufbau, Gesundheits-, Bildungs- und Ernährungsprojekte gehören ebenso zu den Arbeitsgebieten wie Projekte zur Förderung wirtschaftlicher und mentaler Selbständigkeit. Daneben werden auch Frauen-, Kinder- und Seniorenprojekte durchgeführt. Die Hilfsorganisation hilft allen – unabhängig von einer politischen und religiösen Anschauung, ihrer ethnischen Herkunft oder ihrem Geschlecht.

## ADRA Euro-Afrika Region
Für die ADRA Euro-Afrika Region ist das gleichnamige Koordinationsbüro zuständig.

## ADRA Deutschland
Der deutsche Zweig „ADRA Deutschland“ wurde im Dezember 1986 unter dem Namen: ADRA-Adventistische Entwicklungs- und Katastrophenhilfe e. V. von den Landeskörperschaften der Freikirche der Siebenten-Tags-Adventisten gegründet und am 17. Januar 1987 im Vereinsregister eingetragen. Der Sitz des Vereins ist Darmstadt. Seit 1991 ist das Büro von ADRA Deutschland in Weiterstadt. Der erste Vorsitzende des Vereins war Joachim Hildebrandt. Die Geschäfte wurden von dem geschäftsführenden Vorsitzenden Erich Lischek wahrgenommen. Schatzmeister war Peter Kunze. Im Jahr 2000 wurde die Satzung hinsichtlich des Themas Mitgliedschaft geändert. Mitglieder können nun Leiter von Einrichtungen und der Landeskörperschaften werden. 2006 wurde der Name in ADRA Deutschland e. V. geändert. Erich Lischek wurde zum hauptamtlichen Geschäftsführer berufen. Seit dessen Pensionierung 2012 ist Christian Molke neuer Geschäftsführer. ADRA Deutschland e. V. ist Unterzeichnerin der Initiative Transparente Zivilgesellschaft.

### Mitgliedschaften und Kampagnen
ADRA war Mitglied des europäischen Vereines für Nahrungsmittelhilfe EuronAid (Den Haag, NL). Erich Lischek war als stellvertretender Vorsitzender bei EuronAid bis zu dessen Schließung 2007 aktiv. Seit 1989 war Lischek als der Geschäftsführer von ADRA Mitglied im Committee de Liasson (LICO) Brüssel, das die Interessen der deutschen bzw. europäischen NGOs gegenüber der EU vertreten. Diese Einrichtung wurde im Wesentlichen von Mitteln der EU getragen. Die NGOs wollten eine größere Unabhängigkeit. Daher wurden neue Verbände auf der europäischen Ebene gegründet: VOICE – zu deren Gründungsmitglieder ADRA Deutschland zählt. VOICE wurde damit zum Partner von ECHO, dem Amt für humanitäre Hilfe auf EU-Ebene. Und es wurde CONCORD der Verband der Nichtregierungsorganisationen im Bereich der Entwicklungszusammenarbeit ins Leben gerufen. Dazu wurde das LICO geschlossen. Zu CONCORD gehörten u. a. VENRO und EuronAid an. Von daher wurde der Vertreter von ADRA Deutschland, E. Lischek, als einer der Delegierten zu CONCORD gewählt. Die Organisation gehört zu den Gründungsmitgliedern des Verbandes der Nichtregierungsorganisationen (VENRO), der Aktion Deutschland Hilft und zum Paritätischen Wohlfahrtsverband. Die Kampagne Gemeinsam für Afrika die auf privater Initiative von einigen Geschäftsführern von NGOs gegründet wurde, u. a. von M. Roßbach (CARE), H. Röhrig (ASB) und E. Lischek (ADRA), wird von ADRA Deutschland seit 2005 unterstützt. Außerdem ist ADRA Mitglied von INTEGRA (Deutsches Netzwerk zur Überwindung weiblicher Genitalverstümmelung). Seit 2000 führt ADRA alljährlich die bundesweite „Aktion Kinder helfen Kindern!“ durch. Die Aktion wurde zunächst im Raum Darmstadt und danach in Hessen aufgebaut. Zu Weihnachten 2011 gingen 39.262 Geschenkpakete nach Albanien, Serbien, die Republik Moldau, die Ukraine und in das Kosovo. ADRA Deutschland hat 2002 eine Stiftung errichtet: ADRA Stiftung für Entwicklungszusammenarbeit und Humanitäre Hilfe.

### ADRAshop
2006 eröffnete ADRA in Weiterstadt einen Shop in dem gespendete, guterhaltene Secondhandware angeboten wird. Es sollte eine günstige Bezugsquelle für Menschen mit kleinem Finanzbudget geschaffen werden und sozial und ökologisch nachhaltige Ziele verfolgt werden. Durch die Wiederverwendung von gebrauchter Kleidung und der Verwendung der Gewinne aus dem Verkauf des Ehrenamtprojekts, die der weltweiten Projektarbeit des ADRA-Netzwerkes zugutekommen, werden diese Ziele erfüllt. Die Eröffnung eines weiteren ADRAshops in Bergisch Gladbach erfolgte 2010. Weitere Eröffnungen konnten 2014 in Lüdenscheid und 2015 in Stendal realisiert werden. Infolgedessen wurde 2016 die ADRA gGmbH gegründet, welche die ADRAshops vom ADRA Deutschland e. V. übernahm. Im selben Jahr folgten weitere Shoperöffnungen in Köthen und Nürnberg. Ca. 130 Personen sind in den ADRAshops ehrenamtlich tätig. 2017 startete die ADRA gGmbH eine deutschlandweite Altkleidersammlung mit Textilcontainern. Seit 2018 werden gespendete Artikel auch über Onlineplattformen zum Kauf angeboten. 2019 entwickelte die ADRA gGmbH ein neues „ADRAshop-Light Konzept“. Dies ist besonders für kleine Aktionsgruppen gedacht und soll in kleineren Städten umgesetzt werden. Im Rahmen dieses Konzepts wurde im Mai 2019 ein weiterer ADRAshop in Diepholz eröffnet.

## ADRA Schweiz
Organisatorisch und juristisch ist ADRA Schweiz ein eigenständiger Verein mit Sitz in Zürich. Der Verein ist von der schweizerischen Fachstelle für Spenden sammelnde, gemeinnützige Institutionen (ZEWO), zertifiziert. Das ZEWO-Gütesiegel steht für den zweckbestimmten und transparenten Umgang mit Spenden. ADRA Schweiz ist ein Partner-Hilfswerk der Glückskette.

## ADRA Österreich
Seit dem Jahr 1992 ist ADRA Österreich als unabhängiger Verein mit Sitz in Wien tätig. Schon früher wurden humanitäre Transporte besonders in die ehemaligen Ostblockländer sowie Albanien, Bosnien und Mazedonien durchgeführt.
Heute arbeitet ADRA Österreich mit Partnern in zahlreichen osteuropäischen Ländern wie auch in Afrika, Asien und Zentralasien zusammen. Schwerpunktsektoren sind Einkommensförderung, Bildung, Gesundheit, Katastrophenhilfe und Erneuerbare Energien. Drei Vollzeitmitarbeiter und mehr als 120 freiwillige Mitarbeiter engagieren sich alleine in Österreich für Menschen in Not.
Der Verein ist seit 2002 berechtigt, das österreichische Spendegütesiegels zu führen und ist Unterstützer der 0,7-%-Kampagne.